# Friedrich Christian Danneskiold-Samsøe

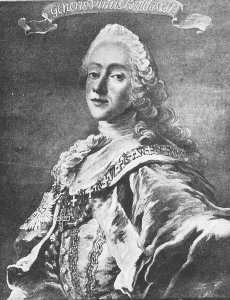
Friedrich Christian Danneskiold-Samsøe

Friedrich Christian Danneskiold-Samsøe (* 5. Juli 1722 in Kopenhagen; † 26. März 1778 ebenda) war ein dänischer Adliger, Lehnsgraf, Geheimer Rat, Kammerherr und Generalpostmeister.

## Leben
Seine Eltern waren Graf Christian Danneskiold-Samsøe (1702–1728) und Conradine Christiane Friis (1699–1723). Die Familie geht auf Graf Christian Gyldenløve (1674–1703), einen unehelichen Sohn des dänischen Königs Christian V. und dessen Mätresse Sophie Amalie Moth, zurück.    
Friedrich Christian Danneskiold-Samsøe begann seine berufliche Laufbahn 1740 als Offizier der Kavallerie. 1748 wurde er zum Oberstleutnant befördert. 1752 übernahm er das Amt des Generalpostmeisters. 1754 wurde er Oberdirektor des von seinem Großvater testamentarisch gegründeten adligen Damenstifts Gisselfeld bei Haslev auf der Insel Seeland. 1758 ernannte man ihm zum Geheimrat. 1771 entließ ihn der damalige Minister Johann Friedrich Struensee aus seinen Ämtern. Friedrich Christian Danneskiold-Samsøe starb 1778 in Kopenhagen. Seine Grabstätte befindet sich in der Frauenkirche von Kopenhagen. Nach seinem Tode führte seine Witwe die Oberdirektion des adligen Frauenklosters fort.
Friedrich Christian Danneskiold-Samsøe war in erster Ehe seit 1749 mit Nicoline Rosenkrantz (1721–1771) verheiratet und in zweiter Ehe seit 1773 mit Friederike Louise von Kleist (1747–1814). Sein Sohn war der Lehnsgraf Christian Conrad Sophus Danneskiold-Samsøe (1774–1823) und seine Enkelin Gräfin Louise Sophie Danneskiold-Samsøe (1796–1867) durch Heirat Herzogin von Schleswig-Holstein-Sonderburg-Augustenburg.   

## Auszeichnungen
- 1749 Ritter des Dannebrogordens
- 1763 Ritter des Elephantenordens